# Kánon (zene)
A kánon a  zenében olyan többszólamú szerkesztésmód, amelyben egyik szólam pontosan utánozza a másikat. Az ellenpontozó műformák közt a legszigorúbb.

## Keletkezése
Abban a korban keletkezett, amikor az egyházi zene egyeduralma alatt az ellenpontozó mesterséges formák túlsúlyra emelkedtek.
Az énekeseknek ugyanazt a dallamott kellett énekelniük több szólamban, a komponista útmutatása szerint, aki szándékát frappáns mondásokkal, sokszor trükkös szabályokkal jelezte az ének elején. Innen ered a kánon (görög szó, jelentése szabály) elnevezés.

## Elméleti szabálya
A kánon elméleti szabálya, melytől eltérés nem lehetséges, abban áll, hogy egy bizonyos dallamot (szólamot) – leginkább a legfelső, de lehet más szólamban is – egy másik pontosan utánozza. Hogy ha a kánon szólamot csak egy másik utánozza hangról hangra, akkor 'egyszerű kétszólamú kánon a neve, s természetes, hogy ez csak az oktávban fordulhat elő. Mialatt az utánzó szólam az elsőt – a kezdőt – utánozza, addig ez tovább szövi a maga önálló dallamfrázisát, azután a másik ezt is szolgailag utánozza és így tovább, míg végre az első megáll. A kánon szigorú utánzása a nyolcad terjedelemben aránylag a legkevesebb nehézség és komplikációval jár, mert csak arra kell ügyelni, hogy a két szólam közti kontrapunktírozás szabályos legyen.

## Fajtái
- A kánon-műforma sokféle fajra oszolhat. A kezdő szólamot propostanak, az utánzót pedig rispostanak nevezzük. 
  - Rejtélyes kánon: ha a kánon rispostja ötöd- vagy negyed hangközben veszi fel az utánzást, akkor rendesen szükségessé válik a legközelebbi hangnemben való kitérés. A szoros kánon szekund hangközben keresztállásokra s diszharmoniákra vezet, amellyel szemben szintén szükségessé válik a szoros utánzattól való eltérés, és s b vagy # jegyeket használni a nagy vagy kis másodközök megkülönböztetésére. A kánon két szólama közé úgynevezett kiegészítő szólamokat is lehet beszúrni, miáltal a tétel harmóniai tekintetben tömörebbé és élénkebbé válik. A kánon-féle kidolgozás végtelen sokféle alakulásra nyit teret, és hatályos segédeszköze a polifóniának, kivált ha kiegészítő szólamokkal teszik a harmónia tekintetében érdekessé. Érdekes e tekintetben Chopin egyik mazurkája (op. 63. 3-ik szám), amelynek a végén tíz ütemen át lép fel egy ilyen harmonikusan kísért dallami kánon.

## Görög egyházi kánon
A görög egyházban a kánon kilenc sorozatból álló éneksorozat, melyből mindegyik meghatározott énekszakaszt tartalmaz. A kilenc énekcsoportozat jelenti az angyalok kilenc rendjét, egyúttal a szentháromság három személyét is, mert a kánonon végig mindegyik isteni személy háromszor van dicsérve, ami kilencet tesz ki. A kánon egy-egy sorozata rendszerint öt énekből áll; elsejét irmosznak (füzér) nevezik. A kánonból csak az irmoszokat éneklik, a többieket olvassák (v. ö. Melles Emil).